# 紀元前276年
紀元前276年（きげんぜん276ねん）は、ローマ暦の年である。
当時は、「クィントゥス・ファビウス・マクシムス・グルゲス と ガイウス・ゲヌキウス・クレプシナ が共和政ローマ執政官に就任した年」として知られていた（もしくは、それほど使われてはいないが、ローマ建国紀元478年）。紀年法として西暦（キリスト紀元）がヨーロッパで広く普及した中世初期以降、この年は紀元前276年と表記されるのが一般的となった。

## 他の紀年法
- 干支 : 乙酉
- 日本
  - 皇紀385年
  - 孝霊天皇15年
- 中国
  - 周 - 赧王39年
  - 秦 - 昭襄王31年
  - 楚 - 頃襄王23年
  - 斉 - 襄王8年
  - 燕 - 恵王3年
  - 趙 - 恵文王23年
  - 魏 - 安釐王元年
  - 韓 - 釐王20年
- 朝鮮
  - 檀紀2058年
- ベトナム :
- 仏滅紀元 :269年
- ユダヤ暦 :

## できごと

### エジプト
- 古代エジプトの王プトレマイオス2世の最初の妻、アルシノエ1世（トラキア王リュシマコスの娘）が、おそらくプトレマイオス2世の姉（同名であるアルシノエ2世）の煽動で、王の暗殺を企んだとして告発され、追放された。アルシノエは実の弟と結婚した。兄弟姉妹婚はエジプトの慣習だが、ギリシア人にとっては非道徳的なものだった。その故"ピラデルポス"（兄弟姉妹愛）という異称が、プトレマイオス2世とアルシノエ2世に付けられた。前王妃のアルシノエ1世は、上エジプトにある古代エジプトの石切り場(ワディ・ハンママート)に近い都市コプトスに追放された。彼女の子どもは新王妃の養子となった。
- エジプトのプトレマイオス2世とセレウコス朝のアンティオコス1世の間に、第一次シリア戦争が起こる。エジプトはシリア北部に侵攻したが、アンティオコス1世により撃退された。

### シチリア
- ピュロスが、カルタゴ人とシチリア戦の終戦交渉をする。カルタゴ人とピュロスは合意に達しそうであったが、ピュロスはカルタゴに全シチリアを放棄しリュビア海(地中海)をギリシャとカルタゴの境界線にすることを求めた。またシチリアのギリシア人に専制的な振る舞いを見せたため、シチリア人の世論は反対に傾いた。そのため、シチリアでの成功によりピュロスが専制的になるかもしれないことを理由に、シラクサ人はピュロスにシチリアから出ていくよう要求した。ピュロスはその通りに行動し、シチリアがカルタゴとローマの「公平なレスリング場」になることを期待すると述べて、イタリア本土に撤退した。

### 中国
- 秦の白起が魏を攻撃し、2つの城を陥落させた。
- 楚の頃襄王が、東方で10万人あまりを徴兵して、江南の15邑を奪回した。
- 魏の安釐王が弟の無忌を封じて信陵君とした。

## 誕生
- エラトステネス、ギリシアの数学者、地理学者、天文学者（+ 紀元前194年）